# چیگوتیسوریان
چیگوتیسوریان (نام علمی: Chigutisauridae) نام یک تیره از راسته بریده‌مهرگان است.